# Batapur
Batapur je obec na severovýchodě Pákistánu, u města Láhaur v provincii Paňdžáb. Byla založena pro dělníky firmy Baťa jako vůbec první takové sídlo na indickém subkontinentu.
V roce 2018 se zde konala výstava, která připomněla historii firmy Baťa.